# Льода Галяма
Льода Галяма (справжнє ім'я — Леокадія Галяма; пол. Loda Halama; 20 липня 1911, Червінськ, Плоцька губернія, Королівства Польського Російської імперії — 13 липня 1996, Варшава) — польська танцівниця, кіноактриса, хореограф

## Біографія
Народилася в сім'ї циркового акробата та танцівниці під час гастролей батьків артистів. З шестирічного віку почала виступати на цирковій сцені, потім танцювала у сімейному ансамблі «Halamki» разом із матір'ю та трьома сестрами. У 1920-х роках виступала у варшавських театрах вар'єте. Стала зіркою столичних кабаре. На початку 1930-х років вирушила до Дрездена для вдосконалення в хореографії та мистецтві танцю.
Після повернення на батьківщину здобула велику популярність не лише на сценах кабаре, а й балеті. Два сезони була прима-балериною варшавської Опери, виступала в опереті та філармонії Варшави.
Виступ на сцені паризького Vieux Colombier відкрив Льоді дорогу на сцени інших європейських та інших країн світу, зокрема Америки, Німеччини, Японії, Скандинавії, Латвії та ін.
Вона не лише танцювала у Нью-Йорку та Чикаго, а й займалася там постановкою хореографії опери С. Монюшка «Галька».
У 1939 виїхала до Швейцарії, але наступного року повернулася в Польщу. Працювала медсестрою, брала участь у підпільній діяльності.
У 1943 знову поїхала до Швейцарії, потім перебралася до Великої Британії, а потім до США. Після закінчення війни жила на еміграції. У 1948—1958 — у Голлівуді, де займалася торгівлею нерухомістю. З 1959 року жила в Лондоні, мала свій ресторан.
У 1959—1960 роках давала виступи на сцені варшавського театру «Syrena». З того часу часто відвідувала Польщу, жила поперемінно в Лондоні та Варшаві.

## Вибрана фільмографія
- 1927 — Посмішка долі / Uśmiech losu
- 1933 — Прокурор Аліція Горн / Prokurator Alicja Horn